# Fred Taylor (Footballspieler)
Frederick Antwon Taylor (* 27. Januar 1976 in Pahokee, Florida) ist ein ehemaliger US-amerikanischer American-Football-Spieler. Er spielte als Runningback für die New England Patriots und Jacksonville Jaguars in der NFL.

## College
Fred Taylor besuchte die University of Florida von 1994 bis 1997 und errang mit seinem Team 1996 die NCAA Nationale Meisterschaft. Schon während seiner College-Zeit galt er als einer der besten Nachwuchs-Runningbacks des Landes.

## Profizeit
Taylor wurde als neunter Spieler im NFL Draft des Jahres 1998 von den Jacksonville Jaguars ausgewählt. In seiner ersten Spielzeit erreichte er mit 1223 Yard und 17 Touchdowns die besten Statistiken aller Rookie-Runningbacks dieser Saison und wurde damit zum Star. Zu Beginn seiner Karriere wurde er oft von Verletzungen geplagt, etablierte sich aber als einer der besten Runningbacks der Liga. Taylor ist der erfolgreichste Runningback in der Geschichte der Jacksonville Jaguars und hält gegenwärtig über 30 Klub-Rekorde. Im November 2007 erreichte er als 21. Runningback der Geschichte mehr als 10.000 erlaufene Karriere-Yard. In den ewigen Ranglisten ist er mit 4,7 Yard pro Versuch an dritter Stelle, und mit 85,5 Yard pro Spiel an sechster Stelle zu finden. Seit der Spielzeit 2006 wechselte er sich auf der Runningback-Position mit Maurice Jones-Drew ab, gemeinsam bildeten sie eines der besten Duos der Liga. Zur Saison 2009 wechselte er zu den New England Patriots.
2011 unterschrieb Taylor bei den Jaguars einen Vertrag mit der Laufzeit von einem Tag um offiziell seinen Rücktritt einzureichen.

## Ehrungen
Fred Taylor galt lange Zeit als bester Runningback der nie in die Pro Bowl gewählt wurde. Erst 2007, in seinem zehnten Jahr in der NFL, wurde ihm diese Ehre zuteil. Er wurde als Ersatzmann für den verletzten Willie Parker für den Pro Bowl im Februar 2008 nachnominiert.
Am 7. Juni 2012 gaben die Jaguars bekannt, man beabsichtige als nächsten Spieler Fred Taylor in den „Pride of the Jaguars“ aufnehmen, was am 30. September 2012 auch geschah.